# Amtsgericht Uslar

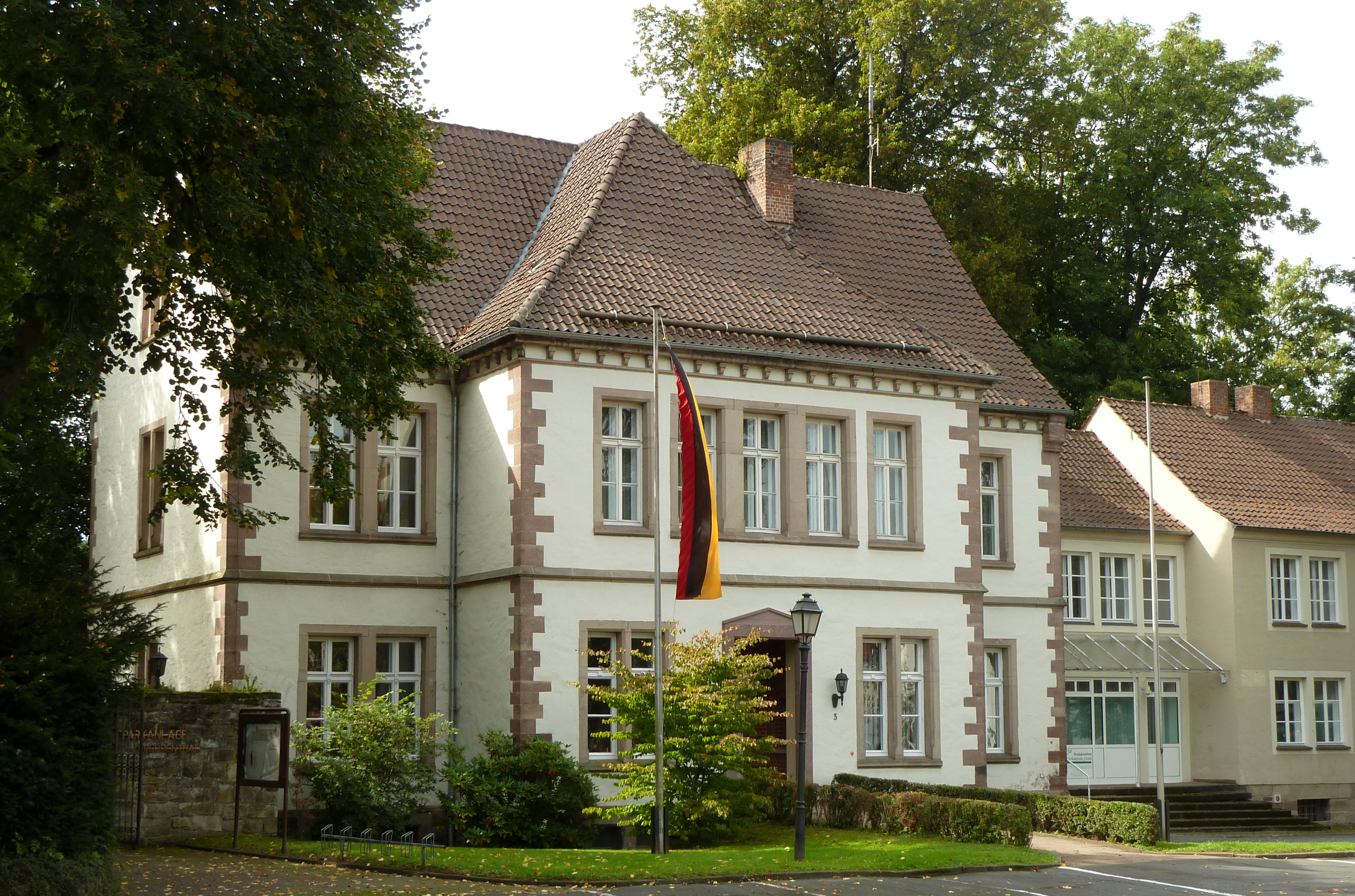
Amtsgericht Uslar

Das Amtsgericht Uslar war ein Gericht der ordentlichen Gerichtsbarkeit in Uslar.

## Geschichte
Nach der Revolution von 1848 wurde im Königreich Hannover die Rechtsprechung von der Verwaltung getrennt und die Patrimonialgerichtsbarkeit abgeschafft.
Das Amtsgericht wurde daraufhin mit der Verordnung vom 7. August 1852 die Bildung der Amtsgerichte und unteren Verwaltungsbehörden betreffend als königlich hannoversches Amtsgericht gegründet.
Es umfasste das Amt Uslar und Stadt Uslar.
Das Amtsgericht war dem Obergericht Göttingen untergeordnet. Im Jahre 1859 wurde das Amtsgericht Adelebsen aufgehoben und sein Gerichtsbezirk überwiegend dem des Amtsgerichtes Uslar zugeordnet. Mit der Annexion Hannovers durch Preußen wurde es zu einem preußischen Amtsgericht in der Provinz Hannover. Im Jahre 1974 wurde das Gericht aufgelöst und sein Gerichtsbezirk dem des Amtsgerichtes Northeim zugeordnet.

## Amtsgerichtsgebäude
Das Amtsgerichtsgebäude in Uslar wurde 1888/89 auf dem ehemaligen Ostflügel des Schlosses Freudenthal erbaut. Architekt war Bauinspektor Köppen. Das Gebäude steht unter Denkmalschutz.
Heute wird es als Verwaltungsgebäude der Stadt Uslar genutzt.